# (1592) Mathieu
(1592) Mathieu – planetoida z pasa głównego asteroid okrążająca Słońce w ciągu 4 lat i 222 dni w średniej odległości 2,77 au. Została odkryta 1 czerwca 1951 roku w Observatoire Royal de Belgique w Uccle przez Sylvaina Arenda. Nazwa planetoidy pochodzi od imienia wnuka odkrywcy. Przed nadaniem nazwy planetoida nosiła oznaczenie tymczasowe (1592) 1951 LA.